# رينكوي
رينكوي (بالصينية: 任丘) هي مدينة من مدن الصين. يبلغ عدد سكانها 819000 نسمة حسب إحصائيات سنة 2008. تبلغ مساحتها 1023 كم².

## أعلام
- بيان تشو